# Väinämöinen
För andra betydelser, se Väinämöinen (olika betydelser).

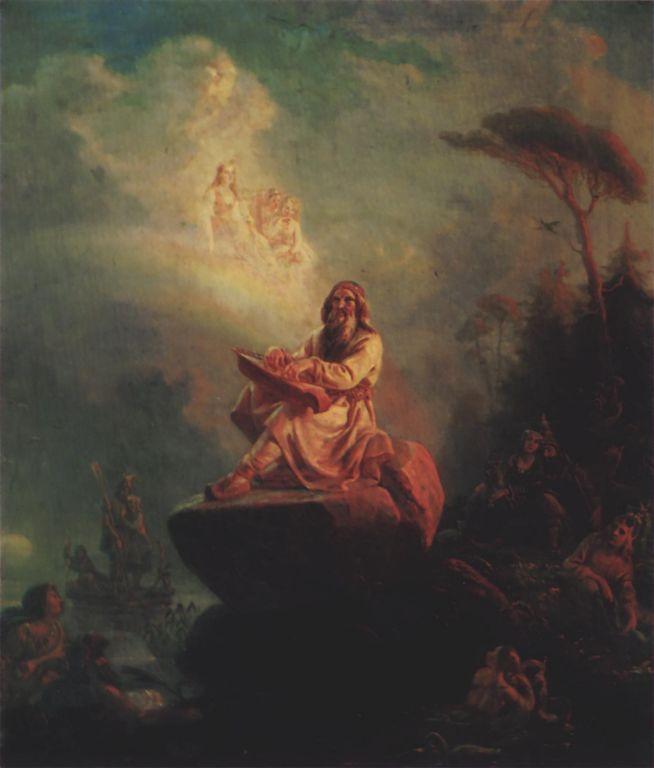
R.W Ekman: Väinämöinen.

Väinämöinen är i finsk mytologi den viktigaste hjälten i Kalevala, det finska nationaleposet, son till Ilmatar/Luonnotar. Hans namn kan komma från finska ordet väinä, vilket betyder sel. Kalevala utgår från finsk folktro, och Väinämöinen sägs ibland vara upphov till världens skapelse. Mest populär är han dock i de berättelser där han möter stora äventyr och trolldom. Bland annat besökte han underjorden och tog sig levande tillbaka. Han beskrevs som en vis, äldre man med en kraftfull, magisk röst. I det angränsande Skandinavien delade Oden många egenskaper med Väinämöinen såsom anknytningar till magi och poesi.

## Väinämöinen i finsk mytologi
Det första omnämnandet av Väinämöinen i litteraturen finns i en lista över gudar av Mikael Agricola från år 1551. Han och andra författare beskrev Väinämöinen som en gud av besvärjelser, sånger och poesi. I många historier var Väinämöinen den centrala figuren vid världens födelse. Det finska nationella eposet, Kalevala, berättar om hans födelse i sina inledningsavsnitt. 
Först fanns det bara vatten och luft. Men luft hade en dotter som heter Ilmatar. En dag nedsteg Ilmatar till vattnet. Där simmade hon och flöt runt i 700 år tills hon märkte en vacker fågel som också letade efter en viloplats. Ilmatar lyfte knäet mot fågeln så att det kunde landa, vilket det gjorde. Fågeln lade sedan sex ägg av guld och en gjord av järn. När fågeln ruvade ägget blev Ilmatars knä varmare och varmare. Så småningom började hon brinna av värmen och flyttade då benen. Denna rörelse fick  äggen att falla så de splittrades i vattnet. Marken bildades från den nedre delen av ett av äggskalen, medan himlen bildades från toppen. Äggvitorna blev till månen och stjärnorna, och äggulan blev solen.
Ilmatar fortsatte att flyta i vattnet i flera hundra år och beundrade resultaten av dessa händelser, men hon kunde inte motstå att fortsätta skapandet. Hennes fotspår blev gölar för fisk, och helt enkelt genom att peka hon skapade konturer i landet. På så sätt gjorde hon allt som är. Sedan en dag födde hon Väinämöinen, den första mannen, vars far var havet. Väinämöinen simmade tills han hittade land, men landet var ofruktbart, så han frågade Storbjörnen i himlen för hjälp. En pojke som bar frön skickades ner till honom, och denna pojke spred plantor över landet.
I det artonhundratalet folksaga som samlats av Cristfried Ganander sägs Väinämöinen vara Kaleva son och därmed bror till Ilmarinen.
I Kalevalas åttonde runa berättas om Väinämöinen som på hemfärd från det kalla landet Pohjola ser en vacker flicka sittande på regnbågen. Han friar till henne och flickan lovar slutligen svara ja om han kan utföra diverse omöjliga uppdrag såsom att klyva tagel med en slö kniv, slå osynliga knutar på ett hönsägg, flå en gråsten och hugga skaklar ut ur is utan att den minsta flisa lossnar. Med trolldom löser Väinämöinen uppdragen. Till sist får han uppdraget att bygga en båt av stickor från flickans slända och sjösätta båten utan att vidröra den. Under arbetet hugger han sig i knät så blodet forsar, tvingas ge upp och åker därifrån ensam.

## Bildgalleri

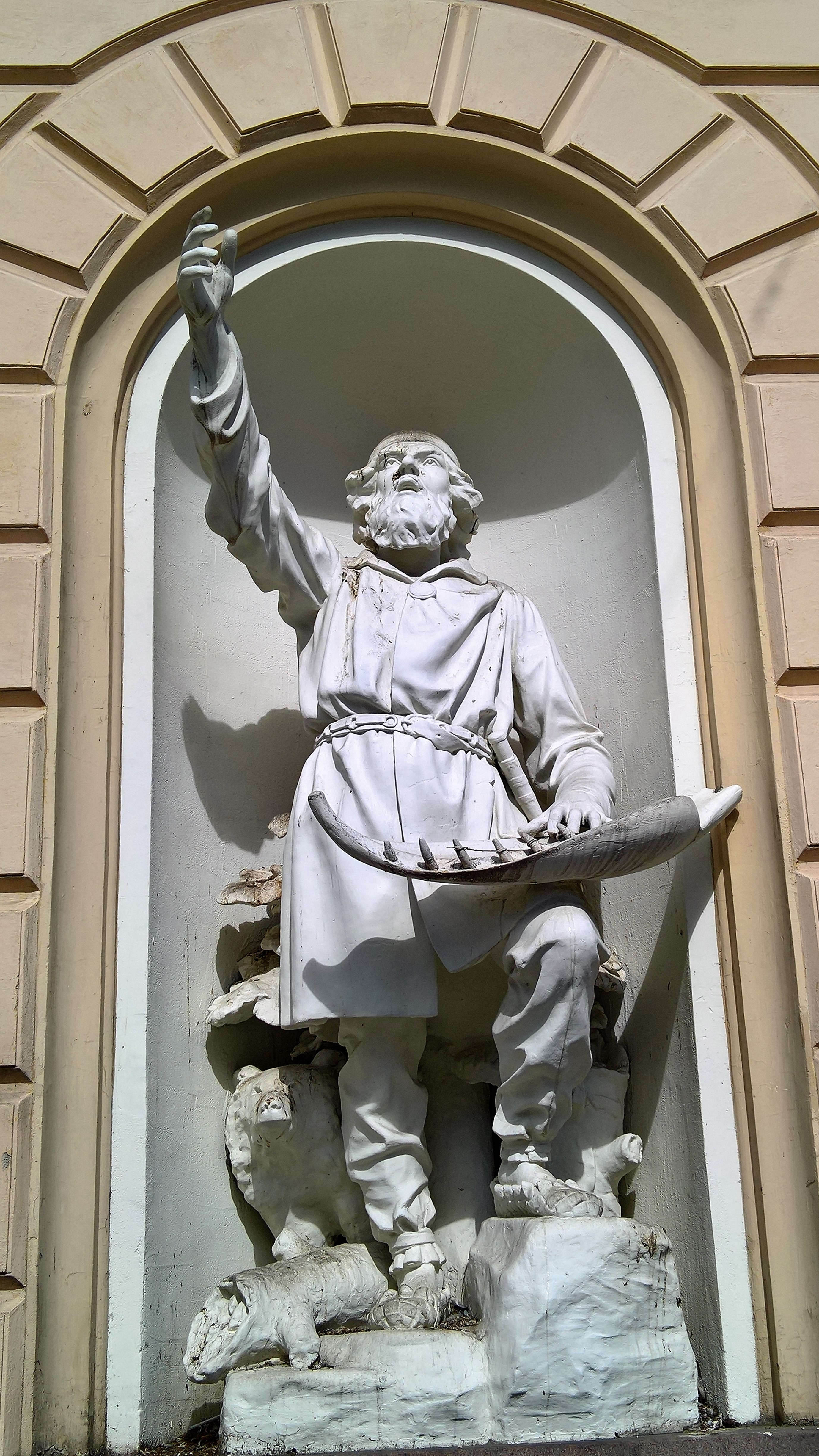
Robert Stigell: Väinämöinen, 1888
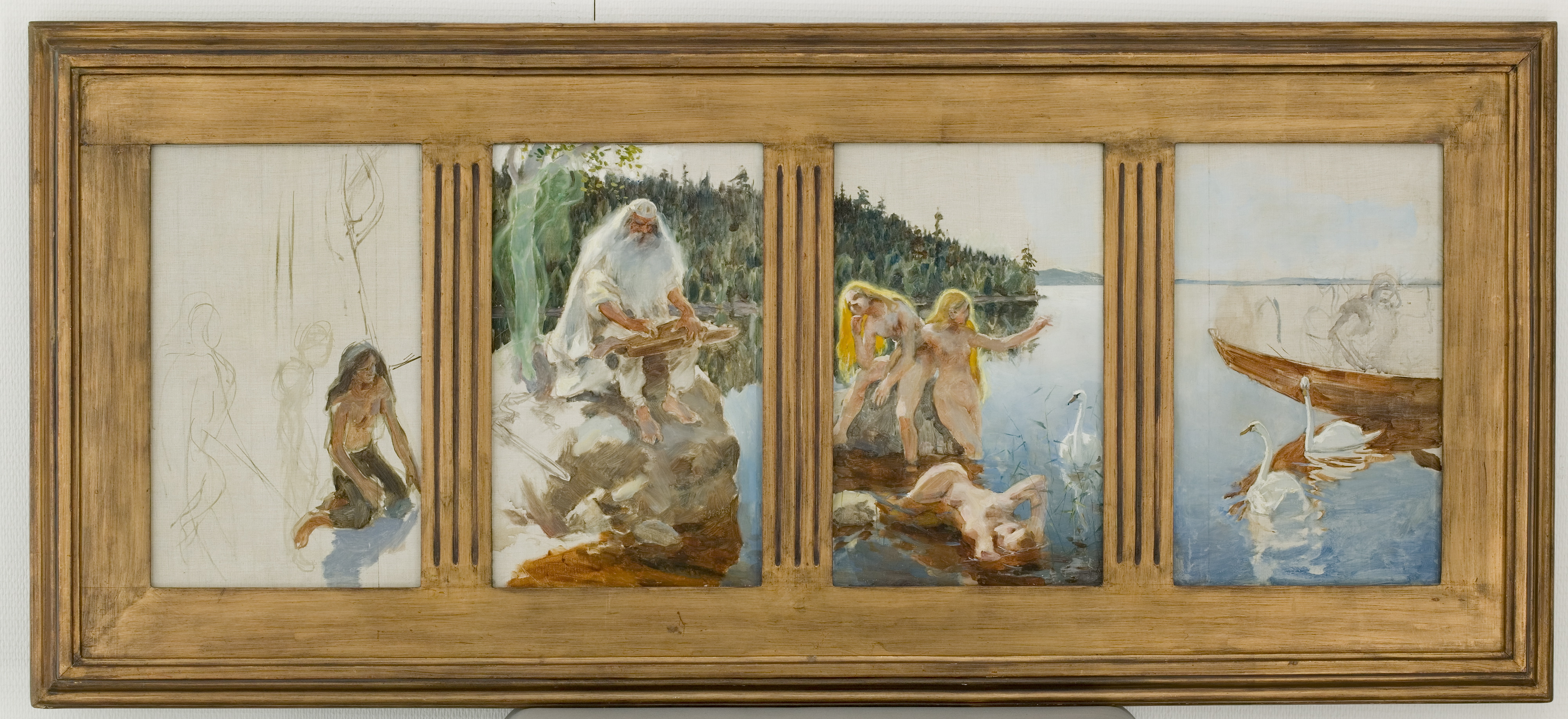
Akseli Gallen-Kallela: Väinämöinen spelar, 1886.
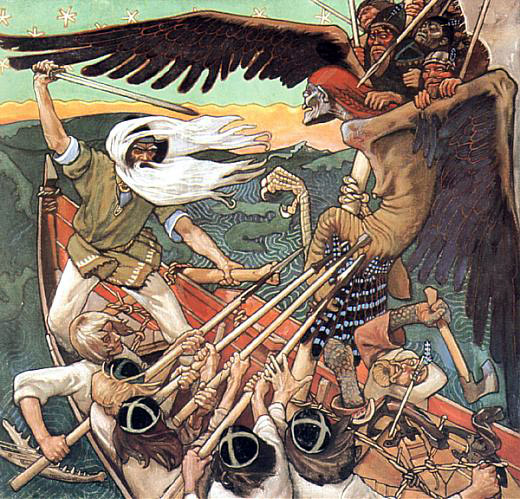
Akseli Gallen-Kallela, Försvaret av Sampo, 1896.
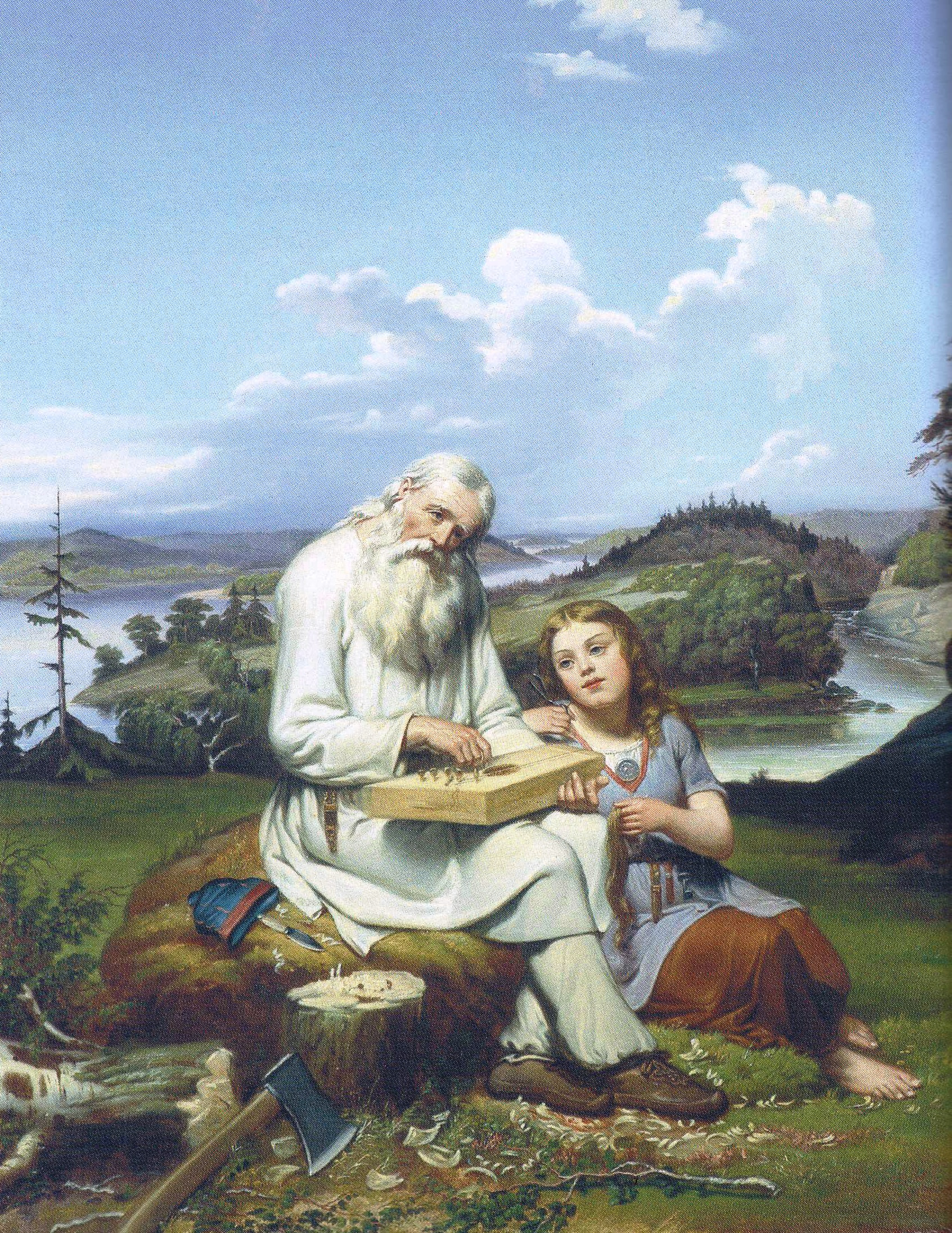
Johan Zacharias Blackstadius: Väinämöinen spelar kantele, 1851.